# Шелушков Григорій Іванович
Григорій Іванович Шелушков (19 травня 1899, с. Рудня-Бронська, тепер Гомельська область, Білорусь — 30 травня 1943) — один з організаторів та керівників підпільного і партизанського руху в Україні, секретар Житомирського підпільного обкому КП(б)У. Українським інститутом національної пам'яті включений до переліку осіб, що підпадають під дію Закону про декомунізацію.

## Життєпис
Народився 19 травня 1899 року в селі Рудня-Бронська Рагачевського району Гомельської області Білорусі в селянській сім'ї. Білорус. Член ВКП(б) з 1925 року. З 1936 року був на партійній роботі на Житомирщині.
З 1938 року — 1-й секретар Коростишівського районного комітету КП(б)У Житомирської області.
У 1941 році був залишений для підпільної роботи. З березня 1942 року очолював трійку, що керувала партизанським рухом у Житомирській області.
10 квітня 1943 року обраний секретарем Житомирського підпільного обласного комітету КП(б)У. У травні 1943 року підпільний обком партії готував вихід підпільників в партизанські загони, щоб розвернути масову відкриту боротьбу з німецькими окупантами. Але перед самим проведенням цієї операції, 25 травня 1943 року, провокатори, які проникли в комітет, видали його керівників. В цей час і був заарештований Г. І. Шелушков. 30 травня 1943 року після жорстких катувань в гестапо Григорій Іванович Шелушков та Олексій Дем'янович Бородій були розстріляні.

## Нагороди, пам'ять

Житомир (демонтовано)

Коростишів

Указом Президії Верховної Ради СРСР від 8 травня 1965 року за особливі заслуги в організації і керівництві Житомирським підпільним обкомом партії, мужність і героїзм, проявлені в боротьбі проти гітлерівських військ під час Другої світової війни секретарю Житомирського підпільного обкому КП(б)У Шелушкову Григорію Івановичу присвоєно звання Героя Радянського Союзу (посмертно).
Нагороджений орденом Леніна (8 травня 1965, посмертно).
В обласному центрі України — місті Житомирі було встановлено пам'ятник-погруддя, яке розпорядженням Житомирського міського голови визначене під демонтаж. Демонтовано 13 липня 2016 року.
У лісі поблизу села Довжик, за три кілометри від Житомира, побудований обеліск на місці розстрілу Г. І. Шелушкова та О. Д. Бородія. У місті Коростишеві Житомирської області на Алеї Героїв Г. І. Шелушкову встановлено погруддя.